# Nils Halldau
Nils Sigfrid Halldau, född 10 september 1889 i Håslövs socken, död 3 december 1969 i Malmö, var en svensk bankman.
Nils Halldau blev filosofie kandidat 1907, anställdes i Skånes enskilda bank 1905, blev kamrer i Skandinaviska kreditaktiebolaget 1918 och avgick med pension 1939. Han var 1921–1947 ordförande i centralstyrelsen för Svenska bankmannaförbundet. Sedan förbundet hösten 1946 genomfört förhandlingar med Bankernas förhandlingsorganisation om kollektivavtal för bankanställda, drog sig Halldau vid nästföljande förbundsstämma tillbaka från det aktiva arbetet i förbundet. Han utsågs till hedersordförande 1947.